# ددماسار
ددماسار (به ارمنی: Դդմասար) یک روستا در ارمنستان است که در استان آراگاتسوتن واقع شده‌است. در کیلومتری شمال آشتاراک، مرکز استان آراگاتسوتن واقع شده‌است.

## خصوصیات
ددماسار ۱۶۱ نفر جمعیت دارد و در ارتفاع  متر بالاتر از سطح دریا قرار گرفته است.